# Helpuin de Montdidier
Helpuin de Montdidier, mort vers 970, est comte d'Arcis de jure uxoris. Le nom de ses parents est inconnu. Il est le frère d'Hilduin Ier de Montdidier, premier comte de Montdidier connu. Sa descendance constitue la maison de Montidier, qui a donné des comtes de Montdidier, d'Arcis, de Dammartin et de Roucy.

## Biographie
Il est probablement le fils puîné d'un comte de Montdidier qui nous est inconnu. Il devient comte d'Arcis à la suite de son mariage avec Hersende d'Arcis, héritière de ce comté,.
Il meurt vers 970 et sa veuve transmet le comté d'Arcis à leur fils aîné Hilduin II, mais conserve pour elle la seigneurie de Ramerupt. Hilduin II avait déjà hérité auparavant de son oncle Hilduin Ier du comté de Montdidier, Helpuin ne semblant pas avoir jamais été en possession de ce comté après son frère. Quant à son autre fils, Manassès, il réalise une carrière ecclésiastique et devient évêque de Troyes.

## Mariage et enfants
Il épouse Hersende d'Arcis, première comtesse d'Arcis connue, avec qui il a au moins deux enfants :
- Hilduin II de Montdidier, qui succède à ses parents comme comte d'Arcis et à son oncle Hilduin Ier comme comte de Montdidier ;
- Manassès de Montdidier, qui devient évêque de Troyes en 985 jusqu'à sa mort en 993.